# لورانس ألويسيوس ويبل
لورانس ألويسيوس ويبل (بالإنجليزية: Lawrence Aloysius Whipple)‏ هو قاضي ومحامي أمريكي، ولد في 26 يوليو 1910 في نيويورك في الولايات المتحدة، وتوفي في 8 يونيو 1983.